# Lislott Pfaff
Lislott Pfaff (* 1931 in Liestal; † 10. November 2017 ebenda) war eine Schweizer Journalistin, Schriftstellerin, Übersetzerin und Fremdsprachenkorrespondentin.

## Leben und Werk
Lislott Pfaff liess sich 1962 in Zürich zur Übersetzerin ausbilden und arbeitete in der Folge als solche in verschiedenen Branchen: als Fremdsprachenkorrespondentin im In- und Ausland, später als medizinwissenschaftliche Übersetzerin in einem Basler Pharmakonzern, was sie zu einer vehementen Gegnerin von Tierversuchen werden liess. Pfaff hat sich in zahlreichen Gastkommentaren u. a. in der Kolumne «D Alice meint» der Oberbaselbieter Zeitung zum Zeitgeschehen geäussert sowie Leserbriefe geschrieben. Zuletzt bezog sie in ihrer Novelle Chemie der Leidenschaft dezidiert Stellung.
Lislott Pfaff schrieb in hochdeutscher Sprache und in Baselbieter Mundart, die stark vom «Lietschemer Dialekt» geprägt ist, Prosatexte und Gedichte, darunter Glossen und Satiren. Diese veröffentlichte sie in Anthologien und Zeitschriften. Daneben verfasste sie für Verlage in der Schweiz literarische Übersetzungen aus der französischen, seltener aus der englischen Sprache ins Deutsche.
Als begeisterte Schnitzelbänklere «Schyzo–Vreneli» nahm sie jahrelang an der Fasnacht teil. Pfaff erhielt für eine Kurzgeschichte und einen Liedtext je eine Auszeichnung.

## Werke (Auswahl)
- Chindergedicht uf Baselbieterdütsch, Lüdin, Liestal 1982
- Je suis comme je suis – I bii so, wien i bii – Nachdichtungen französischer Lyrik in der Baselbieter Mundart, Lüdin, Liestal 1996
- 33 x Liebe – Gedichte, Summervogel, 2002
- Chemie der Leidenschaft, Johannes Petri, 2015